# هولز
هولز (به هلندی: Huls) یک منطقهٔ مسکونی در هلند است که در سیمپل‌فلد واقع شده‌است. هولز ۰٫۴۴ کیلومتر مربع مساحت و ۳۵۰ نفر جمعیت دارد.